# فيليب نج
فيليب نج (بالإنجليزية: Philip Ng)‏ (بالصينية: 伍允龍) هو ملاكم كيك بوكسينغ ولاعب كاراتيه ومصمم رقص ولاعب تايكوندو وممثل الصين وأمريكي، ولد في 16 سبتمبر 1977 بهونغ كونغ في الصين.

## وصلات خارجية
- فيليب نج على موقع IMDb (الإنجليزية)
- فيليب نج على موقع ألو سيني (الفرنسية)
- فيليب نج على موقع أول موفي (الإنجليزية)
- فيليب نج على موقع قاعدة بيانات الفيلم (الإنجليزية)
- فيليب نج على موقع كينوبويسك (الروسية)